# Ponte de Waterloo

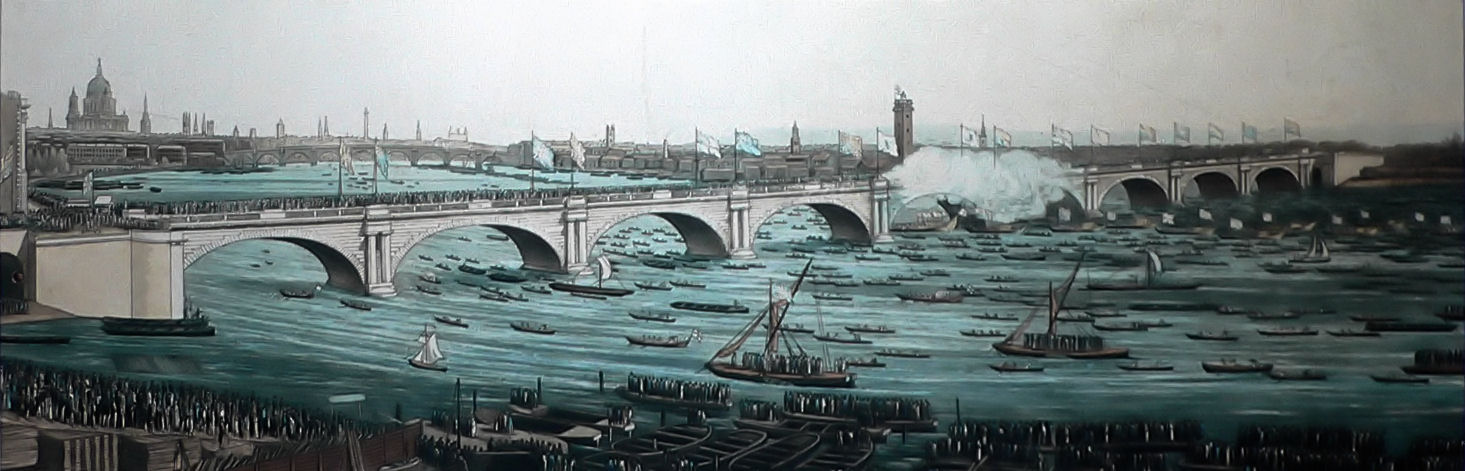
Inauguração da primeira Ponte de Waterloo em 18 de junho de 1817.

A Ponte de Waterloo (em inglês: Waterloo Bridge) é uma ponte rodoviária e pedonal que atravessa o rio Tâmisa, em Londres, Inglaterra, e está localizada entre a Ponte Blackfriars (Blackfriars Bridge) e a Ponte Hungerford (Hungerford Bridge). Foi-lhe dado o nome em memória da vitória britânica na Batalha de Waterloo, em 1815. Graças à sua localização estratégica numa curva do rio, as vistas sobre Londres da ponte (Westminster, o Banco do Sul e do London Eye, a Oeste, a City de Londres e Canary Wharf, a Leste) são consideradas como privilegiadas.
A estação de metro mais próxima é a de Waterloo. London Waterloo é também uma estação ferroviária nacional.